# Hemisphaerius elegantulus
Hemisphaerius elegantulus är en insektsart som beskrevs av Melichar 1906. Hemisphaerius elegantulus ingår i släktet Hemisphaerius och familjen sköldstritar. Inga underarter finns listade i Catalogue of Life.